# Jogos Mundiais Militares de 2011
Os Jogos Mundiais Militares de 2011, oficialmente denominados V Jogos Mundiais Militares do CISM, foi evento multiesportivo militar realizado entre 16 e 24 de julho, no Rio de Janeiro, Brasil
Durante os nove dias de competição, mais de 5.650 atletas de 88  países competiram em 20 modalidades esportivas sendo uma disputada pela primeira vez nos jogos, o voleibol de praia que é um esporte de demonstração, mas no entanto foi somado ao quadro de medalhas. O Brasil foi representado por 268 atletas em todas as modalidades.
Foi a primeira vez que este tipo de evento aconteceu em um país do continente americano. Os Jogos Militares são o quarto maior evento multiesportivo do mundo, perdendo apenas para os Jogos Olímpicos, Jogos Paraolímpicos e a Universíada.

## Processo de candidatura
A escolha do Brasil para sediar os V Jogos Mundiais Militares aconteceu em maio de 2007, a cidade sede dos jogos foi eleita em votação realizada na 62.ª Assembleia Geral do Conselho Internacional do Desporto Militar (CISM), em Ouagadougou, em Burkina Faso, na África. O Brasil disputou com a Turquia o direito de sediar os jogos. No julgamento final, a infraestrutura esportiva já estabelecida no Rio de Janeiro para os Jogos Pan-Americanos de 2007, a experiência na realização de grandes eventos e o apoio demonstrado pelas autoridades locais ao projeto foram decisivos para a vitória do Brasil.

## Mascote
A escolha do nome da mascote foi realizada por votação através do site oficial. Foram três opções de nomes que ficaram disponíveis aos internautas. Ao término da votação, foi contabilizado um total de 81.537 votos, provenientes do Brasil e do exterior.
O nome Arion, de origem grega, que significa "O Que Tem Energia" venceu com mais da metade da preferência dos internautas (41.069 votos). O segundo lugar ficou com o nome Turi, que obteve 25.339 votos. O nome SuperPax foi o terceiro colocado, com 15.129 votos.
A mascote Arion tem sua origem no tema central dos 5.º Jogos Mundiais Militares do CISM, que é a promoção da paz por meio do esporte.
Buscando aproximar-se do público infantil, o Comitê de Planejamento Operacional foi buscar junto ao conceituado desenhista Mauricio de Sousa a melhor maneira de ilustrar esse conceito.

## Locais de competição
Utilizou a mesma estrutura do Jogos Pan-americanos de 2007, com muitos dos locais de competições servindo a ambas as competições, tais como o Estádio Olímpico Nilton Santos e o Complexo Esportivo Deodoro, qu abrigaram boa parte das competições. Também foram usados equipamentos esportivos internos de centro militares das três forças.
- Estádio Olímpico Nilton Santos: atletismo e futebol
- Centro Esportivo Miécimo da Silva: futebol e judô
- Complexo Esportivo Deodoro: hipismo, tiro, pentatlo moderno, pentatlo militar e pentatlo aeronáutico
- Parque Aquático Maria Lenk: natação
- Maracanãzinho: voleibol
- Praia de Copacabana: voleibol de praia e triatlo
- Centro de Instrução Almirante Milcíades Portela Alves: boxe
- Centro de Educação Física Almirante Adalberto Nunes: pentatlo naval e taekwondo
- Escola Naval: vela
- Centro de Instrução Almirante Graça Aranha: futebol
- Universidade da Força Aérea: pentatlo aeronáutico, futebol e judô
- Estádio São Januário: futebol
- HSBC Arena: basquetebol
- Parque do Flamengo: atletismo (maratona)
- 26° Bda Inf Pqdt: esgrima e pentatlo militar
- Escola de Educação Física do Exército: futebol
- Colégio Militar do Rio de Janeiro: voleibol

Além dos locais de competição no Rio de Janeiro, foram locais de competição o Aeroporto de Resende e a Academia Militar das Agulhas Negras em Resende para o paraquedismo, o Centro de Instrução Avelar do 32.º B I Mtz em Paty do Alferes para orientação, a Floresta Nacional Mário Xavier em Seropédica para o pentatlo aeronáutico e orientação e o Estádio Giulite Coutinho, em Mesquita para o futebol.

## Países participantes
| - África do Sul - Albânia - Alemanha - Angola - Arábia Saudita - Argélia - Argentina - Áustria - Brunei - Barbados - Bielorrússia - Bélgica - Bósnia e Herzegovina - Botswana - Brasil - Burquina Fasso - Camarões - Canadá - Cazaquistão - Chade - Chile - China | - Chipre - Colômbia - Coreia do Norte - Coreia do Sul - Costa do Marfim - Dinamarca - Egito - Emirados Árabes Unidos - Equador - Eritreia - Eslováquia - Eslovênia - Espanha - Estados Unidos - Estónia - Finlândia - França - Gâmbia - Grécia - Países Baixos - Hungria - Índia | - Irão - Irlanda - Itália - Jamaica - Jordânia - Letônia - Líbia - Lituânia - Luxemburgo - Macedônia do Norte - Mali - Malta - Marrocos - Namíbia - Nigéria - Noruega - Omã - Paquistão - Peru - Polónia - Portugal - Catar | - Quênia - República Dominicana - Chéquia - Roménia - Sérvia - Síria - Sri Lanka - Suécia - Suíça - Suriname - Trinidad e Tobago - Tunísia - Turquia - Ucrânia - Uganda - Uruguai - Uzbequistão - Venezuela - Vietname |

 Em negrito o país-sede dos jogos.

## Vilas militares
Os atletas foram alojados em três Vilas militares, que foram construídas em terrenos da Marinha, do Exército e da Aeronáutica: a Vila Branca, em Campo Grande, a Vila Verde, em Deodoro, e a Vila Azul, no Campo dos Afonsos.
As instalações teve capacidade para receber até 8.332 atletas, integrantes de comissões técnicas e oficiais dos 110 países aguardados. Após o término das competições, os apartamentos serão destinados à moradia de oficiais e praças das três Forças Armadas.
Foram utilizados mais ou menos 106 edifícios com 1.206 apartamentos de três quartos comuns e um reversível. Cada imóvel teve aproximadamente 100m². O orçamento empregado para a construção das três vilas foi de 400 milhões de reais.

## Esportes
| - Atletismo - Basquetebol - Boxe - Esgrima - Futebol (detalhes) | - Hipismo - Judô - Natação - Orientação - Paraquedismo | - Pentatlo aeronáutico - Pentatlo militar - Pentatlo moderno - Pentatlo naval - Taekwondo | - Tiro - Triatlo - Vela - Voleibol - Voleibol de praia |

## Calendário
| ● | Cerimônia de abertura | ● | Competições | ● | Finais de competições | ● | Cerimônia de encerramento |

| Agosto               | 15 | 16 | 17 | 18 | 19 | 20 | 21 | 22 | 23 | 24 |
| -------------------- | -- | -- | -- | -- | -- | -- | -- | -- | -- | -- |
| Cerimônias           |    | ●  |    |    |    |    |    |    |    | ●  |
| Atletismo            |    |    | ●  |    | ●  | ●  | ●  | ●  | ●  |    |
| Basquetebol          |    |    |    |    |    |    |    |    |    | ●  |
| Boxe                 |    |    |    |    |    |    |    |    | ●  |    |
| Esgrima              |    |    |    |    |    |    |    |    |    |    |
| Futebol              |    |    |    |    |    |    |    |    | ●  | ●  |
| Hipismo              |    |    |    |    |    |    |    |    |    | ●  |
| Judô                 |    |    |    |    |    |    |    |    |    |    |
| Natação              |    |    |    |    |    |    |    |    |    |    |
| Orientação           |    |    |    |    |    |    |    |    |    |    |
| Paraquedismo         |    |    |    |    |    |    |    |    |    |    |
| Pentatlo aeronáutico |    |    |    |    |    |    |    |    |    |    |
| Pentatlo militar     |    |    |    |    |    |    |    |    |    |    |
| Pentatlo moderno     |    |    |    |    |    |    |    |    |    |    |
| Pentatlo naval       |    |    |    |    |    |    |    |    |    |    |
| Taekwondo            |    |    |    |    |    |    |    |    |    |    |
| Triatlo              |    |    |    |    |    |    |    |    |    | ●  |
| Tiro                 |    |    |    |    |    |    |    |    |    |    |
| Vela                 |    |    |    |    |    |    |    |    |    |    |
| Voleibol             |    |    |    |    |    |    |    |    | ●  |    |
| Voleibol de praia    |    |    |    |    |    |    |    |    | ●  |    |

## Quadro de medalhas
Ver também: Quadro de medalhas dos Jogos Mundiais Militares de 2011
     País sede destacado.
| Ordem | País            | Medalha de ouro | Medalha de prata | Medalha de bronze | Total |
| ----- | --------------- | --------------- | ---------------- | ----------------- | ----- |
| 1     | Brasil          | 45              | 33               | 36                | 114   |
| 2     | China           | 37              | 28               | 34                | 99    |
| 3     | Itália          | 14              | 13               | 24                | 51    |
| 4     | Polónia         | 13              | 19               | 11                | 43    |
| 5     | França          | 11              | 3                | 3                 | 17    |
| 6     | Coreia do Sul   | 8               | 6                | 8                 | 22    |
| 7     | Coreia do Norte | 7               | 2                | 3                 | 12    |
| 8     | Quénia          | 6               | 5                | 5                 | 16    |
| 9     | Alemanha        | 5               | 19               | 11                | 36    |
| 10    | Ucrânia         | 5               | 4                | 9                 | 18    |

## Fatos
Foi construído no Estádio Olímpico Nilton Santos o maior painel de led da América Latina. O aparelho exibiu os momentos das cerimônias de abertura e encerramento do evento. A estrutura teve 190 metros quadrados[carece de fontes?].